# 総トリハロメタン
総トリハロメタン（そうトリハロメタン）とは、2016年現在の日本で用いられている水質基準の1つであり、トリハロメタンのうちのトリクロロメタン（慣用名、クロロホルム）、ジブロモクロロメタン、ブロモジクロロメタン、トリブロモメタン（慣用名、ブロモホルム）の4種類の総称である。すなわち、トリハロメタンの中で分子中に含まれるハロゲンが、塩素または臭素であるもの全てである。「総」と付くものの、トリハロメタンの全てが含まれているわけではない。

## 背景
トリハロメタンとは、メタンの持つ4つの水素のうちの3つがハロゲンに置換された化合物の総称である。ハロゲンうち、塩素や臭素によって置換されたトリハロメタンは、水道水に対して塩素消毒を行うと非意図的に発生する、消毒副生成物（disinfection by products）の一部として知られている。なお、塩素消毒をしているのにもかかわらず（意図的に臭素を混入していないのもかかわらず）臭素を含んだものも生成するのは、水の中には臭素も溶け込んでいるからである。取水した場所によって異なるものの、浄水場に取水された水には概ね数十から数百 (mg/L)の臭素イオンが含まれているとされている

。

## 消毒に伴うトリハロメタンの生成
主に、植物が腐敗した際に発生する有機物の一群であるフミン質を含む水に対して、塩素消毒を行うことによってトリクロロメタンが非意図的に生成する

。
さらに、水には臭素も含まれるために、塩素消毒を行うと通常は、トリクロロメタンの他に、ジブロモクロロメタン、ブロモジクロロメタン、トリブロモメタンといった、他のトリハロメタンも非意図的に発生する。
なお、トリハロメタン生成能と言って、その水を塩素消毒した時にどの程度のトリハロメタンが発生するかを予測するための指標が存在する。具体的には、塩素消毒する前の水を、20℃、pH 7.0にして、24時間塩素処理を行ったことによって生成したトリハロメタンの量が「トリハロメタン生成能」である。これを求めることによって、水道水にどの程度の濃度のトリハロメタンが含まれるかを予測することが可能である

。

## 他の水質関係指標との関係
既述の通り、水道水中のトリハロメタンは、主にフミン質を含む水に対して塩素消毒を行った時に生ずる。この水の塩素消毒によって発生するトリハロメタンの量は、水質汚濁の指標として用いられている、過マンガン酸カリウムを用いて計測したCODの値との間に、正の相関関係があることが知られている

。
同様に、水の塩素消毒によって発生するトリハロメタンの量は、やはり水質汚濁の指標として用いられている、総有機炭素量（TOC）の値とも正の相関関係がある

。

## 総トリハロメタンの低減法
塩素消毒の前に、オゾンを使ってトリハロメタンの生成原因となるフミン質のような有機物を、酸化して分解してしまう方法がある

。
また、塩素消毒の前に活性炭を用いてフミン質などを吸着除去してしまう方法もある

。
さらに、中間塩素処理と言って、最終的な塩素消毒を行う前に塩素消毒を一旦行ってトリハロメタンを発生させてしまい、これを取り除くことによって最終的に総トリハロメタンの低減を図るという手法もある

。

## 日本の水道水における基準値
日本の水道水における、総トリハロメタンの基準値は、2006年7月現在、次の通りである。
- 総トリハロメタン - 0.1 (mg/l)

なお、これに関連して総トリハロメタンに含まれている4種のトリハロメタンそれぞれについての基準値も日本は別々に設けている。その基準値は、2006年7月現在、次の通りである
- クロロホルム - 0.06 (mg/l)
- ジブロモクロロメタン - 0.1 (mg/l)
- ブロモジクロロメタン - 0.03 (mg/l)
- ブロモホルム - 0.09 (mg/l)